# Fourier Domain Mode Locking
Der englischsprachige Begriff Fourier domain mode locking (englisch, FDML) bezeichnet eine Laser-Modenkopplung-Technik, mit der Chirps erzeugt werden, also Wellenzüge mit kontinuierlich variierender Wellenlänge.
Die Technik wird insbesondere in der optischen Kohärenztomografie angewandt.

## Idee
Laser mit abstimmbarer Wellenlänge bestehen im einfachsten Fall aus einem breitbandigen laseraktiven Medium (Gain-Element), einem optischen Bandpassfilter mit variabler Transmissionsfrequenz für die Auswahl der Wellenlänge und einem Resonator, in dem sich für gewöhnlich die beiden erstgenannten Elemente befinden. Die Abstimmgeschwindigkeit in einem konventionellen Resonator ist dabei durch die Zeit limitiert, die benötigt wird, um bei der jeweiligen Wellenlänge aus dem ASE-Untergrund (von engl. amplified spontaneous emission) Lasing aufzubauen. In der Regel muss das zu verstärkende Licht sogar mehrmals das Gain-Medium durchlaufen bis Sättigung oder wenigstens hinreichend große Intensität aufgebaut wird. Um diese Limitation zu umgehen, wurde das FDML-Konzept entwickelt. Die Erhöhung der Abstimmfrequenz wird dabei dadurch erreicht, dass der Ringresonator um einige Kilometer verlängert wird, um die Umlauffrequenz des Lichts mit der Abstimmfrequenz des Filters zu synchronisieren. Licht mit einer bestimmten Wellenlänge, das den Filter verlässt, benötigt für den Umlauf in der Cavity dann genau die Zeit, die der Filter benötigen darf, um einmal den gesamten Abstimmbereich zu durchlaufen. Somit können viele Lichtpulse mit unterschiedlichen Wellenlängen die Cavity mehrmals durchlaufen und werden immer weiter verstärkt, da der einkommende Puls als Seed für stimulierte Emission im Gain-Medium dient.

Prinzipieller Aufbau eines FDML-Lasers

## Aufbau und Funktion
Ein FDML-Laser besteht im Wesentlichen aus drei Komponenten: einem optischen Speicherring als Resonator der Länge {\displaystyle L}, einem abstimmbaren optischen Bandpassfilter und einem Gain-Element. Für den FDML-Betrieb ist es nötig die Filterabstimmungsfrequenz {\displaystyle f} auf die inverse Umlaufzeit von Licht im optischen Speicherring einzustellen {\displaystyle 1/\tau =c/L},
{\displaystyle f_{i}=i{\frac {c}{L}}},
wobei {\displaystyle c} die Gruppengeschwindigkeit von Licht im Speicherring ist und {\displaystyle i} die {\displaystyle i}-te Oberschwingung darstellt.
Ein einfacher FDML-Laser-Aufbau, wie in der Grafik dargestellt, besteht aus:
- einem optischen Halbleiterverstärker (SOA) als Lichtquelle
- einem Faser-Fabry-Perot-Filter (FFP-TF) als optischen Bandpassfilter
- Polpaddels (PC) um die Polarisation für den SOA zu optimieren
- einer optischen Faser (DELAY), dessen Länge so angepasst werden muss, dass die Lichtumlaufzeit einem Vielfachen der inversen Filter-Treiberfrequenz entspricht
- einem Faserkoppler (FC) um einen Teil des umlaufenden Laserlichts auszukoppeln
- optischen Isolatoren (ISO)

## Pulskompression
Neuere Untersuchungen haben demonstriert, dass sich FDML Laser auch dazu eigenen, kurze Laserpulse mit einer Dauer von 60 bis 70 Pikosekunden zu erzeugen. Der Vorteil besteht gegenüber konventioneller Pulskompression darin, dass die Energie optisch in der Faser gespeichert wird, und nicht im optischen Verstärkermedium. Dadurch können Laserpulse nun direkt mit einem Halbleiterlaser von geringer Leistung erzeugt werden. Potentiell kann diese Technik noch weiter verfeinert werden, sodass Pulsdauern im Femtosekunden-Bereich in Zukunft realisiert werden könnten.